# Maria Antonietta Picconi
Maria Antonietta Picconi, née le 23 septembre 1869 et morte en 1926, est une compositrice et pianiste italienne née à Rome. 

## Biographie
Maria Antonietta Picconi nait le 23 septembre 1869 à Rome. Elle étudie le piano au Conservatoire Sainte-Cécile de Rome avec Giovanni Sgambati et la composition avec Eugenio Terziani (ru). Elle est diplômée en harmonie en 1883 et en piano en 1885. Elle remporte un  concours de composition à Palerme en 1889.
Elle se produit comme pianiste de concert de 1886 à 1896 puis travaille comme professeur de piano et de chant. 
Elle meurt à Rome en 1926,.

## Œuvres
- Donna vorrei morir, romance pour baryton et mezzo-soprano
- Fiorellin di siepe, mélodie
- Un Organetto de Sei Melodie per canto e pianoforte[4]